# Meganekko

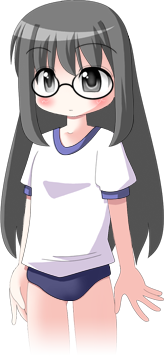
Ejemplo de un personaje manga meganekko

Meganekko (メガネ, también escrito como めがね o 眼鏡) megane de gafas y 娘 ko de chica) es un término del argot japonés que puede ser traducido como "chica con gafas". Es también un término utilizado por fanáticos del manga y anime para referirse a los personajes femeninos que llevan gafas, especialmente cuando es considerado su rasgo más atractivo. Su uso está relacionado con el aspecto del personaje. Comúnmente llevan ropa "neutral", a diferencia de otros fetiches más obvios como el de las meido o los seifuku, aunque frecuentemente los personajes meganekko llevan el pelo de manera similar, de forma ondulada en los extremos o lo que se conoce como el estilo pageboy. En ocasiones poseen connotaciones de geek, nerd u otaku, comúnmente para hacer que el personaje se vea más bello y sea enfocado de forma positiva.
Los personajes masculinos que utilizan gafas se conocen simplemente como megane (sin el ko), megane-kun, megane otoko, o meganedanshi (メガネ男子).

## Ejemplos
A continuación se citan algunos ejemplos de personajes característicos en el manga y el anime:
- Mirai Kuriyama (栗山 未来 Kuriyama Mirai?) de Kyoukai no Kanata
- Miyuki Takara (高良 みゆき Takara Miyuki?) de Lucky☆Star
- Nodoka Manabe (真鍋 和 Manabe Nodoka?) de K-ON!
- Tsubasa Hanekawa (羽川 翼 Hanekawa Tsubasa?) de Bakemonogatari
- Perrine-H. Clostermann (ペリーヌ・クロステルマン Perīnu Kurosuteruman?) de Strike Witches
- Keima Katsuragi (桂木 桂馬 Katsuragi Keima?) de Kami nomi zo Shiru Sekai
- Saya Takagi (高城沙耶 Takagi Saya?) de Highschool of the Dead